# Leeuwenklauw
Leeuwenklauw (Aphanes) is een plantengeslacht van ongeveer twintig soorten uit de rozenfamilie (Rosaceae). Planten uit dit geslacht komen voor in Europa, Azië en Australië. Een onderzoek uit 2003 gaf aan dat leeuwenklauw mogelijk bij het geslacht Alchemilla (vrouwenmantel) ingedeeld kan worden. Het zijn slanke, eenjarige, kruidachtige planten. De planten zijn sterk vertakt en hebben diep gelobde bladeren op korte bladstelen die bedekt zijn met zacht haar. De kleine groene tot gele bloemen zonder bloemblaadjes groeien in groepen omringd door getande steunblaadjes. 

## Etymologie
De naam Aphanes betekent onopvallend in het Oudgrieks en verwijst naar de onopvallende bloemen. 

## Kenmerken
Bij de Europese soorten bevinden de bloemen zich in vier tot tien (zelden tot 20) clusters. Er zijn vier kelkblaadjes. De buitenste kelk is klein, ontbreekt zelfs of is bijna even groot als de kelkblaadjes. De bloemen hebben geen kroonbladeren. De enige meeldraad zit vast aan de binnenrand van de platte schijf.    

## Systematiek
Aphanes wordt geplaatst in de rozenfamilie, de onderfamilie Rosoideae en de geslachtengroep Potentilleae. Hierbinnen wordt het soms samen met Lachemilla en Alchemilla in een aparte subgroep Alchemillinae geplaatst. 
Het geslacht omvat twintig soorten. W.H.P. Rothmaler verdeelt het geslacht in drie secties: 
- Aphanes sectie Quadridentatae: de bloemen van deze soorten hebben geen buitenkelk. Deze planten groeien in Oost-Afrika.
- Aphanes sectie Inaequidentatae: De bloemen van deze soorten  hebben een kleine buitenkelk. Deze planten groeien in het gehele verspreidingsgebied van het geslacht. Deze sectie omvat ook alle Europese soorten. Soorten zijn onder andere:
  - A. arvensis L. - grote leeuwenklauw, ook wel akkerleeuweklauw.[1]
  - A. australis - kleine leeuwenklauw
  - A. minutiflora, uit het Middellandse Zeegebied.
- Aphanes sectie Aequidentatae: De buitenkelk van de bloemen is ongeveer even groot als de kelk. Planten uit deze groep groeien in de Andes ten zuiden van de keerkring.

Moleculair-biologische studies hebben aangetoond dat Aphanes een monofyletische groep is. Het is de zustergroep van de Euraziatische vrouwenmantel (Alchemilla). 
... · 
Acaena (stekelnootje) · 
Adenostoma · 
Agrimonia (agrimonie) · 
Alchemilla (vrouwenmantel) · 
Amelanchier (krentenboompje) · 
Aphanes (leeuwenklauw) · 
Aronia (appelbes) · 
Aruncus · 
Comarum · 
Cotoneaster (dwergmispel) · 
Crataegus (meidoorn) · 
Cydonia (kweepeer) · 
Dryas · 
Eriobotrya · 
Filipendula (spirea) · 
Fragaria (aardbei) · 
Geum (nagelkruid) · 
Hagenia · 
Kerria (ranonkelstruik) · 
Malus (appel) · 
Mespilus · 
Potentilla (ganzerik) · 
Prunus · 
Pyracantha (vuurdoorn) · 
Pyrus (peer) · 
Rosa (roos) · 
Rubus (braam) · 
Sanguisorba (pimpernel) · 
Sorbaria · 
Sorbus (lijsterbes) · 
...